# Малахово-Шемборовиці
Малахово-Шемборовиці (пол. Małachowo-Szemborowice) — село в Польщі, у гміні Вітково Гнезненського повіту Великопольського воєводства.
Населення — 91 особа (2011).
У 1975-1998 роках село належало до Конінського воєводства.

## Демографія
Демографічна структура станом на 31 березня 2011 року:
|          | Загалом | Допрацездатний вік | Працездатний вік | Постпрацездатний вік |
| -------- | ------- | ------------------ | ---------------- | -------------------- |
| Чоловіки | 47      | 12                 | 33               | 2                    |
| Жінки    | 44      | 11                 | 23               | 10                   |
| Разом    | 91      | 23                 | 56               | 12                   |